# Проспект Народного Ополчения
Проспект Наро́дного Ополче́ния — проспект в Кировском и Красносельском районах Санкт-Петербурга, проходящий от Краснопутиловской улицы до улицы Лётчика Пилютова. Одна из самых длинных улиц в Санкт-Петербурге.

## История
В начале XX века в дачном поселке Лигово рядом с железной дорогой появился Эбсфортский проспект, который тянулся от ж/д станции Лигово до речки Ивановки и далее до платформы Сосновая Поляна (которая появилась чуть позднее). Своё имя проспект получил от владельца находившейся рядом усадьбы «Литания» Э.Е. Эбсфорта (бывш. петергофская дача А.Г. Демидова). В 1920-х годах проспект сменил имя — его переименовали в Рабочий проспект.
В начале 1960-х годов началась прокладка магистрали, которая должна была идти вдоль железнодорожной линии из Дачного в Сосновую Поляну. 16 января 1964 года новая магистраль (в проектной документации проходившая под названием Южная дорога) и Рабочий проспект были объединены в проспект Народного Ополчения (название «Рабочий проспект» фактически сохранялось до 1970 года). Наименование присвоено в честь Ленинградской армии народного ополчения, дивизии которой обороняли город, в частности, в районе железной дороги и Лигово.
В 1985 году проспект Народного Ополчения был продлен в самом своем начале — от Трамвайного проспекта до Краснопутиловской улицы.
Генпланом Санкт-Петербурга предусматривается соединение проспекта с улицей Бассейной и продление вдоль Балтийской железнодорожной линии до Петергофа.
13 марта 2018 года в девятиэтажном жилом доме № 219 по проспекту Народного Ополчения произошёл взрыв, пострадал один человек.

## Объекты
- ДОТ на пересечении с Трамвайным проспектом.
- ДОТ на пересечении с Ленинским проспектом.
- Мемориальная доска на доме № 137 по проспекту Народного Ополчения, у пересечения с Дачным проспектом

Надпись гласит:
«Проспект Народного ополчения назван в честь добровольной 160-тысячной армии ленинградцев, преградившей совместно с регулярными частями Красной армии путь фашистским полчищам к городу Ленина в 1941 году.»
- Церковь во имя святого Василия Великого (дом 22)
- Воинское захоронение «Дачное» (д. 143—145). Сейчас на территории рядом с захоронением планируется строительство храма
- Обелиск в память защитников города (у насыпи автомобильного моста через ж/д в Лигово)

На обелиске надпись: 
 «На этом рубеже 18 сентября 1941 года героические защитники Ленинграда остановили германские полчища и заняли несокрушимую оборону. 1941—1944 гг.»
- Остатки булыжной мостовой XIX века (в районе ул. Партизана Германа)

## Транспорт
1. Метрополитен: станции «Ленинский проспект», «Проспект Ветеранов» (от обеих станций метро далее наземным транспортом)
2. Железная дорога: платформы Лигово, Ленинский Проспект, Дачное, Ульянка, Сосновая Поляна
3. Трамвай № 52
4. Автобус № 2, 2А, 18, 68, 68А, 73, 81, 87, 89, 111, 114, 130, 142, 160, 163, 165, 195, 203, 229, 242, 246, 256, 260, 265, 297, 333, 345

## Пересекает следующие улицы, дороги и проспекты
1. Краснопутиловская улица
2. Автомобильная улица
3. Трамвайный проспект
4. Ленинский проспект
5. Счастливая улица
6. улица Подводника Кузьмина
7. Дачный проспект
8. улица Танкиста Хрустицкого
9. улица Лёни Голикова
10. улица Козлова
11. улица Солдата Корзуна
12. улица Генерала Симоняка
13. проспект Маршала Жукова
14. Авангардная улица
15. улица Партизана Германа
16. улица Добровольцев
17. улица Здоровцева
18. улица Тамбасова
19. улица Пограничника Гарькавого
20. 2-я Комсомольская улица
21. улица Лётчика Пилютова

## Пересекает следующие реки
- Красненькая
- Дачная
- Новая
- Дудергофка
- Ивановка